# Croix de chemin du XVIe siècle (Plésidy)
La croix de chemin du XVIe siècle est située sur la commune de Plésidy en France.

## Localisation
La croix est située route de Bourbriac, sur la commune de Plésidy route de Bourbriac, dans le département des Côtes-d'Armor, dans la région Bretagne.

## Historique
La croix est inscrite au titre des monuments historiques par arrêté du 31 mars 1926.